# Blue Canary
Blue Сапагу (англ. «Сумна канарейка») — популярна американська пісня Вінсента Фйоріно, написана ним 1953 року для відомої голлівудської актриси і співачки Діни Шор.
Італійський переклад став популярний в СРСР у 1963 році, завдяки платівці болгарської фірми «Балкантон», де пісня була записана у виконанні болгарського дуету Марії Косевої і Ніколи Томова.

## Автор і виконавці
Автор пісні Вінсент (Вінс) Фйоріно грав на тубі в ансамблі Пола Вайтмена. Потім він організував і власний ансамбль Vince Fiorino Orchestra, а також відкрив у Флориді нічний клуб, де виконував і записував свої твори, випущені потім на платівках (зокрема, «Золотій тубі»).
Пісня «Blue Сапагу» (слова і музика) була написана ним в 1953 році для відомої голлівудської актриси і співачки Діни Шор. До цього, в лютому 1953 року Фйоріно випустив власний варіант, де соло виконувала його співачка Тіна. Платівка Діни Шор вийшла в серпні 1953 року. У Фйоріно є ще й інша відома пісня — «Red canary» (Червона канарейка), випущена Vince Fiorino trio.
Надалі пісню «Blue Сапагу» виконували багато відомих музикантів, як англійською (використовуючи оригінальний текст), так і на інших мовах. Серед них болгарські виконавці Марія Косева і Нікола Томов, італійський співак Карло Буті в дуеті з Марісою Фйордалізо (текст його версії трохи відрізняється від варіанту Косевої і Томова); кілька японських виконавців — The Peanuts, Frank Chickens, Pedro & Capricious, а також Ідзумі Юкімура — учасниця знаменитого в 1950-х роках тріо «Саннін мусуме» (Три дочки). Pedro & Capricious і Ідзумі Юкімура виконували пісню японською, але в двох абсолютно різних варіантах.